# Eupithecia gypsophilata
Eupithecia gypsophilata es una especie de polilla de la familia Geometridae. La especie fue descrita en 2017, con distribución en España. La polilla fue identificada como especie propia habiendo sido descrita inicialmente de la especie alopátrica Eupithecia gemellata. Tiene similitud con otras especies de la región, todos parte del grupo de especies E. graphata. Eupithecia gypsophilata es endémica de España, especialmente en suelos yesosos. El paratipo fue descrito en Bujaraloz de la Provincia de Huesca.